# Alija mládeže
Alija mládeže (hebrejsky: עלית הנוער, Alijat ha-no'ar, anglicky: Youth Aliyah) je židovská organizace, která před nacisty během existence nacistického Německa zachránila na 22 tisíc dětí. Organizace zařídila jejích přesídlení do kibuců a mládežnických vesnic v mandátní Palestině a později Izraeli.

## Historie
Organizace byla založená roku 1933 Rechou Freierovou a její nápad následně podpořila Světová sionistická organizace. Sama Freierová dohlížela na aktivity organizace v Německu, zatímco v Jeruzalémě měla tuto činnost na starosti Henrietta Szoldová.
Henrietta Szoldová byla původně skeptická k nápadu Rechy Freierové, aby byli němečtí mládežníci po absolvování základních škol posíláni do pionýrských výcvikových programů v mandátní Palestině. Domnívala se totiž, že Německo může židovským dětem poskytnout lepší výukové možnosti. Vzestup nacismu a následné přijetí Norimberských zákonů ji však přesvědčili o opaku. Dne 31. března 1936 bylo židovským dětem zakázáno studovat na základních školách.
Po krátkém výcviku v Německu byli mládežníci z Alije mládeže umístěni dva roky do kibuců, kde se učili hebrejštině a farmaření. Jednou z prvních společných osad, která tyto skupiny hostila byl kibuc Ejn Charod v Jizre'elském údolí.
Před vypuknutím druhé světové války, kdy již bylo obtížnější získat imigrační potvrzení do mandátní Palestiny, přišli londýnští aktivisté Alije mládeže s prozatímním řešením, spočívajícím ve výcviku mládeže v některé zemi mimo nacistické Německo před samotnou imigrací do Palestiny. Spojené království tehdy souhlasilo s přijetím 10 tisíc ohrožených dětí, z nichž některé patřily do skupin Alije mládeže.
Po holocaustu a druhé světové válce byli do Evropy posláni emisaři, kteří měli nalézt přeživší děti ve shromažďovacích táborech pro přemístěné osoby (Displaced persons camps). Děti z východní Evropy byly přestěhovány do západní, neboť panovala obava, že by jejich pozdější evakuace z komunistických zemí mohla být komplikovaná. Došlo též k otevření kanceláře Alije mládeže v Paříži.
Později se stala Alija mládeže oddělením Židovské agentury. Během let přivedla organizace do Izraele mladé lidi ze severní Afriky, střední a východní Evropy, Latinské Ameriky, Sovětského svazu a Etiopie.

## Ocenění
- V roce 1958 byla Alije mládeže udělena Izraelská cena za přínos vzdělání.[5] Šlo o první případ, kdy byla Izraelská cena udělena organizaci.

## Ředitelé
Řediteli Alije mládeže byli po vzniku Izraele například Me'ir Gottesman (1978–1984), Uri Gordon či Eli Amir.